# Faten Hamama
Faten Hamama (Mansura, 27 de mayo de 1931-El Cairo, 17 de enero de 2015) fue una actriz, guionista y productora egipcia.
Fue una de las intérpretes más importantes de Egipto desde la década de los 50 hasta principios de los 70.
Nació en una familia de clase media baja perteneciente al islam, debutó en el cine en 1939, con solo siete años. Contrajo matrimonio con Ezzel Dine Zulficar en 1947 hasta 1954, ese mismo año se casa con el actor egipcio Omar Sharif, con el que realizó varias películas. El matrimonio se divorcia en 1974. Fue madre de dos hijos Nadia Zulfakar y Tarek Sharif.
En el 2000, fue elegida «estrella del siglo» por la organización de escritores y críticos egipcios.
Hamama falleció a los 83 años.

### Filmografía
| Año  | Título internacional            | Título en árabe                                   | Rol                |
| ---- | ------------------------------- | ------------------------------------------------- | ------------------ |
| 1939 | Día feliz                       | Yawm Said, يوم سعيد                               | Aneesa             |
| 1944 | Bala en el Corazón              | Rossassa Fel Qalb, رصاصة في القلب                 | Najwah             |
| 1946 | Ángel de la misericordia        | Malak al-Rahma, ملاك الرحمة                       | Thoraya            |
| 1947 | Abu Zayd al-Hilali              | Abu Zayd al-Hilali, أبو زيد الهلالي               | Caliph's daughter  |
| 1948 | The Small Millionaire           | Al-Millionairah al-Saghirah, المليونيرة الصغيرة   | Pilot's girlfriend |
| 1948 | Immortality                     | Khulood, خلود                                     | Laila / Amal       |
| 1948 | The Two Orphans                 | Al-Yateematain, اليتيمتين                         | Ne'mat             |
| 1948 | Towards Glory                   | Nahwa al-Majd, نحو المجد                          | Suhair             |
| 1949 | Chair of Confession             | Kursi al-I'tiraf, كرسي الاعتراف                   | Phileberta         |
| 1949 | Lady of the House               | Sitt al-Bayt, ست البيت                            | Elham              |
| 1949 | Every House Has a Man           | Kul Bayt Lahu Rajel, كلّ بيت له راجل               | Faten              |
| 1951 | Son of the Nile                 | Ibn al-Nile, ابن النيل                            | Zebaida            |
| 1951 | Your Day Will Come              | Lak Yawm Ya Zalem, لك يوم يا ظالم                 | Ne'mat             |
| 1951 | I'm The Past                    | Ana al-Madi, أنا الماضي                           | Elham's daughter   |
| 1952 | House Number 13                 | Al-Manzel Raqam 13, المنزل رقم 13                 | Nadia              |
| 1952 | Immortal Song                   | Lahn al-Kholood, لحن الخلود                       | Wafa'              |
| 1952 | Miss Fatimah                    | Al-Ustazah Fatimah, الأستاذة فاطمة                | Fatimah            |
| 1953 | A'isha                          | A'isha, عائشة                                     | A'isha             |
| 1953 | Date with Life                  | Maw'ed Ma' al-Hayat, موعد مع الحياة               | Amal               |
| 1954 | Pity My Tears                   | Irham Dmoo'i, ارحم دموعي                          | Amal               |
| 1954 | Traces in the Sand              | Athar Fi al-Rimal, أثار في الرمال                 | Ragia              |
| 1954 | The Unjust Angel                | Al-Malak al-Zalem, الملاك الظالم                  | Nadia              |
| 1954 | Always with You                 | Dayman Ma'ak, دائما معاك                          | Tefeeda            |
| 1954 | Date with Happiness             | Maw'ed Ma' al-Sa'adah, موعد مع السعادة            | Ehsan / Amal       |
| 1954 | Struggle in the Valley          | Sira' Fi al-Wadi, صراع في الوادي                  | Amal               |
| 1955 | Our Beautiful Days              | Ayyamna al-Holwa, أيامنا الحلوة                   | Hoda               |
| 1955 | Love and Tears                  | Hob Wa Dumoo'', حب و دموع                         | Fatimah            |
| 1956 | Love Date                       | Maw'ed Gharam, موعد غرام                          | Nawal              |
| 1956 | Struggle in the Pier            | Sira' Fi al-Mina, صراع في الميناء                 | Hameedah           |
| 1957 | Road of Hope                    | Tareeq al-Amal, طريق الأمل                        | Faten              |
| 1957 | Land of Peace                   | Ard al-Salam, أرض السلام                          | Salma              |
| 1957 | Sleepless                       | La Anam, لا أنام                                  | Nadia Lotfy        |
| 1958 | The Barred Road                 | Al-Tareeq al-Masdood, الطريق المسدود              | Fayza              |
| 1958 | The Virgin Wife                 | Al-Zawjah al-Azra', الزوجة العذراء                | Mona               |
| 1958 | Lady of the Castle              | Sayyidat al-Qasr, سيدة القصر                      | Sawsan             |
| 1959 | Among the Ruins                 | Bayn al-Atlal, بين الأطلال                        | Mona               |
| 1959 | The Nightingale's Prayer        | Doaa al-Karawan, دعاء الكروان                     | Amnah              |
| 1960 | River of Love                   | Nahr al-Hob, نهر الحب                             | Nawal              |
| 1961 | I Will Not Confess              | Lan A'tref, لن أعترف                              | Amal               |
| 1961 | Don't Set the Sun Off           | La Tutf'e al-Shams, لا تطفئ الشمس                 | Layla              |
| 1962 | The Miracle[4]                  | Al-Mu'jiza, المعجزة                               | Layla              |
| 1963 | Cairo (USA)                     | Cairo                                             | Amina              |
| 1963 | No Time For Love[5]             | La Waqt Lil Hob, لا وقت للحُب                      | Fawziyah           |
| 1963 | The Open Door[2]                | Al-Bab al-Maftooh, الباب المفتوح                  | Laila              |
| 1963 | The Last Night                  | Al-Laylah al-Akheera, الليلة الأخيرة              | Nadia / Fawziyah   |
| 1965 | The Sin                         | Al-Haram, الحرام                                  | Azizah             |
| 1965 | Story of a Lifetime[6]          | Hikayet al-'Omr Kolloh, حكاية العمر كلّه           | Nadia              |
| 1965 | The Confession[7]               | Al-'Itriaf, الاعتراف                              | Nawal              |
| 1966 | Something in My Life[7]         | Shai' Fi Hayati, شيء في حياتي                     | A'ida              |
| 1970 | The Great Love[7]               | Al-Hob al-Kabeer, الحب الكبير                     | Hanan              |
| 1971 | The Thin Thread[7]              | Al-Khayt al-Rfee, الخيط الرفيع                    | Mona               |
| 1972 | M Empire                        | Imbratoriyat Meem, امبراطورية ميم                 | Mona               |
| 1974 | My Love[7]                      | Habibati, حبيبتي                                  | Samia              |
| 1974 | I Need a Solution               | Oridu Hallan, أريدُ حلاً                            | Fawziyah           |
| 1977 | Mouths and Rabbits[7]           | Afwah wa Araneb, أفواه و أرانب                    | Ne'mat             |
| 1979 | No Condolences for Ladies[7]    | Wa La 'Aza'a Lil Sayyidat, ولا عزاء للسيدات       | Rawya              |
| 1985 | The Night of Fatima's Arrest[7] | Laylat al-Qabd 'Ala Fatimah, ليلة القبض على فاطمة | Fatimah            |
| 1988 | Sweet Days.. Bitter Days[7]     | Yawm Mur Yawm Hilw, يوم مر.. يوم حلو              | Aisha              |
| 1993 | Land of Dreams[7]               | Ard al-Ahlam, أرض الأحلام                         | Nargis             |

## Televisión
| Año  | Título                                   | Arábico                             | Rol                |
| ---- | ---------------------------------------- | ----------------------------------- | ------------------ |
| 1991 | Miss Hikmat's Conscience (miniseries)[8] | Dameer Ablah Hikmat, ضمير أبلة حكمت | Hikmat             |
| 2000 | Face of the Moon (miniseries)            | Wajh al-Qamar, وجه القمر            | Ibtisam al-Bostany |